# 2019年の航空
2019年の航空（2019ねんのこうくう）では、2019年（平成31年/令和元年）に起こった航空関係の出来事をまとめる。
2018年の航空 - 2019年の航空 - 2020年の航空

## 出来事

### 1月
- 14日 - （事故） イラン軍の貨物輸送機が着陸に失敗、炎上[1]。
- 14日 - （退役） ボーイングの727旅客機がイランのアーセマーン航空で定期旅客便としてのラストフライト[2]。
- 21日 - （事故） サッカー選手エミリアーノ・サラが搭乗した小型飛行機が消息不明となり、後に墜落が確認された[3]。

### 2月
- 23日 - （事故） アトラス航空が運航する貨物機がヒューストン近郊で墜落[4]。

### 3月
- 10日 - （事故） エチオピア航空の旅客機が離陸直後に墜落[5]。
- 28日 - （廃業） アイスランドのLCCのWOWエアが廃業を発表し、運航を停止した[6]。
- 30日 - （初飛行） ロシアの軽軍事輸送機Il-112が初飛行[7]。

### 4月
- 17日 - （運行停止） インドのジェットエアウェイズが資金不足のため運航停止を発表[8]。

### 6月
- 27日 - （事故） ロシアでアンガラ航空の旅客機が緊急着陸後、滑走路を外れ建物に激突、炎上[9]。

### 8月
- 15日 - （事故） ロシアのジュコーフスキー国際空港でウラル航空の旅客機が離陸直後に不時着[10]。

### 9月
- 6日 - （破綻） フランスの航空会社エーグル・アズールが経営破綻、運航を停止[11]。
- 19日 - （運航停止） XL航空フランスは航空券の販売を停止、運航を停止[12]。
- 30日 - （運航停止） スロベニアのアドリア航空は破産手続きを申し立てを行い、運航を停止[13]。

### 10月
- 10月17日 - （事故） ペンエアー3296便着陸失敗事故が発生。

### 12月
- 12日 - （初飛行） エンブラエルは、E175-E2の初飛行に成功[14]。
- 27日 - （事故） カザフスタンでベック・エアの旅客機が離陸直後に墜落[15]。